# Vides passades
Vides passades (títol original en anglès, Past Lives) és una pel·lícula de drama romàntic estatunidenc del 2023 escrita i dirigida per Celine Song en el seu debut com a directora. Protagonitzada per Greta Lee, Teo Yoo i John Magaro, la pel·lícula segueix la vida de dos amics de la infància al llarg de vint-i-quatre anys, mentre contemplen la seva relació després que se separessin per tenir vides diferents. La trama és semiautobiogràfica i està inspirada en fets reals de la vida de Song. S'ha subtitulat al català.
Vides passades es va estrenar al Festival de Cinema de Sundance el 21 de gener de 2023, i es va estrenar a les sales de cinema als Estats Units el 2 de juny de 2023. La pel·lícula ha rebut elogis de la crítica universal, amb elogis dirigits a l'escriptura, direcció i estil visual de Song, així com també a les actuacions principals, de Lee, Yoo i Magaro.

## Argument
A Seül, Corea del Sud, Na Young i Hae Sung són companys de classe de dotze anys que desenvolupen una atracció l'un per l'altre, i tenen una cita que els seus pares han organitzat. Poc després, la família de Na Young emigra a Toronto, on canvia el seu nom pel de Nora Moon, i tots dos perden el contacte.
Dotze anys més tard, el 2012, Hae Sung ha acabat el seu servei militar i Nora ha emigrat a la ciutat de Nova York. Un dia, Nora descobreix a Facebook que Hae Sung havia comentat en una publicació que buscava Na Young, sense saber el seu canvi de nom. Tornen a connectar mitjançant videotrucades, però no poden visitar-se, ja que Nora ha d'assistir a un retir d'escriptors a Montauk i Hae Sung es trasllada a la Xina per fer un intercanvi lingüístic. Finalment, Nora li diu a Hae Sung que haurien de deixar de parlar un temps, perquè vol centrar-se en la seva escriptura i la seva vida a Nova York. En el seu retir, Nora coneix a Arthur Zaturansky i s'enamoren. Hae Sung també coneix una dona i comencen a sortir.
Dotze anys més tard de l'últim cop que van contactar, l'Arthur i la Nora estan casats i viuen a Nova York. Hae Sung, que ara ja no està amb la seva xicota, va a trobar-se amb la Nora a Nova York. L'Arthur es pregunta si és un obstacle en la seva pròpia història d'amor imperfecta, ja que admet que té dubtes que la Nora s'hagués casat amb ell per aconseguir una targeta verda per residir als Estats Units; La Nora afirma que estima l'Arthur. La nit següent, tots tres surten a sopar. Inicialment, Nora tradueix cada diàleg, però finalment parla amb Hae Sung exclusivament en coreà. Es pregunta què van ser l'un per l'altre en les seves vides passades, i què hauria passat si ella no hagués sortit mai de Corea del Sud, i s'haguessin quedat junts. Quan la Nora va al bany, l'Hae Sung demana disculpes a l'Arthur per parlar sol amb la Nora, però Arthur diu que està content d'haver-lo conegut.
Tornen a l'apartament d'Arthur i Nora. Hae Sung els convida a visitar-lo a Corea del Sud i truca a un Uber. La Nora espera amb ell, i mentre es miren incessantment l'un a l'altre, arriba l'Uber. Hae Sung diu que potser actualment estan experimentant una vida passada i li pregunta a la Nora quina serà la seva relació en la seva propera vida. Ella diu que no ho sap. Quan ell marxa amb el cotxe, ella torna al seu apartament, plorant als braços d'Arthur.

## Repartiment

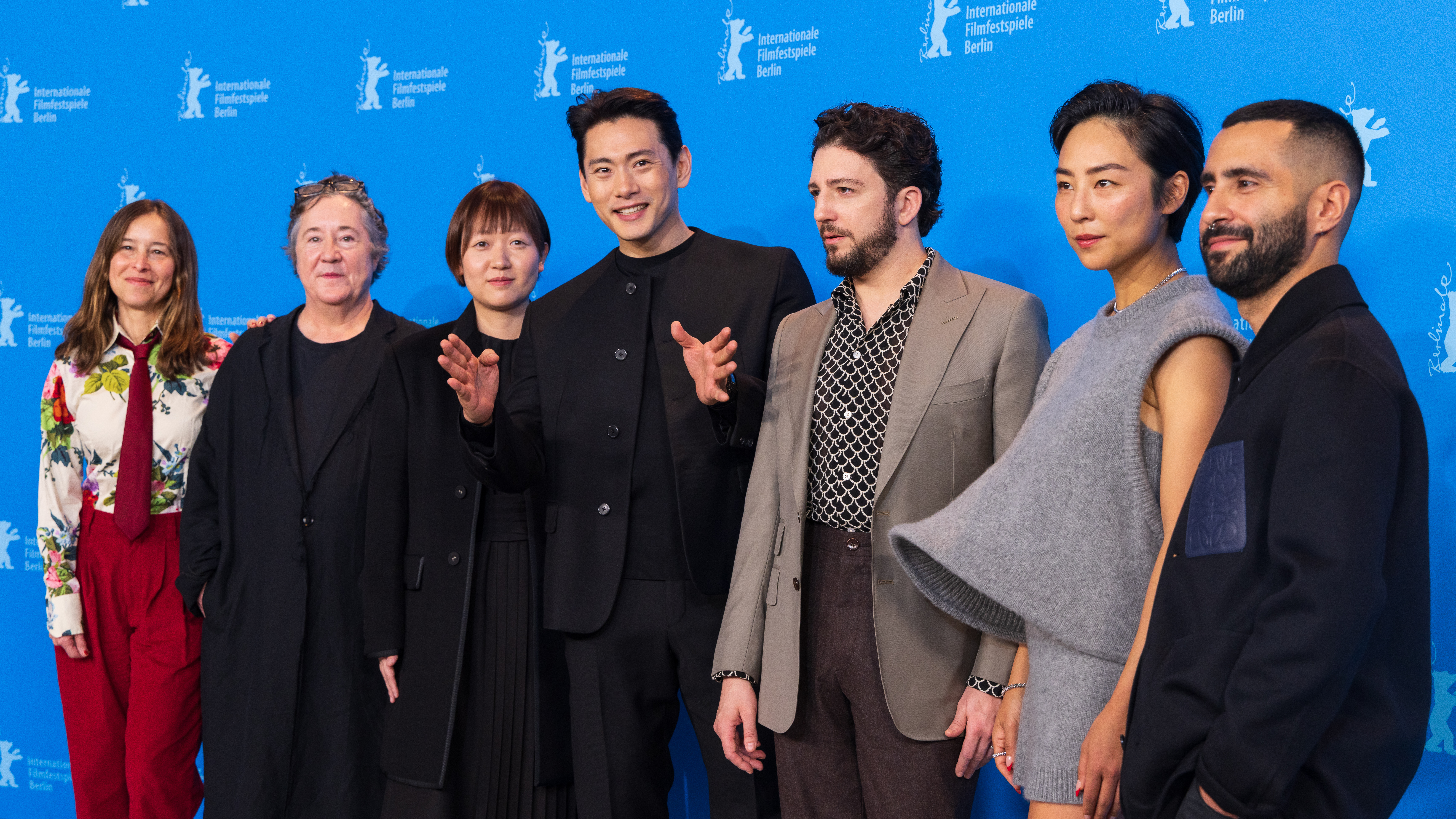
Repartiment de Vides passades.

| - Greta Lee com a Nora. - Seung Ah Moon com a Nora jove. - Teo Yoo com a Hae Sung. - Seung Min Yim com a Hae Sung jove. - John Magaro com a Arthur. - Ji Hye Yoon com a mare de Nora. - Choi Won-young com a pare de Nora. | - Min Young Ahn com a mare de Hae Sung. - Jonica T. Gibbs com a Janice. - Emily Cass McDonnell com a Rachel. - Federico Rodríguez com a Robert. - Conrad Schott com a Peter. - Kristen Sieh com a Heather. |

## Producció
El gener de 2020 es va anunciar que Choi Woo-shik protagonitzaria la pel·lícula, amb Celine Song com a directora a partir d'un guió que ella mateixa va escriure, i A24 s'encarregaria de produir i distribuir la pel·lícula al costat de Killer Films i CJ ENM. L'agost del 2021, Greta Lee, Teo Yoo i John Magaro es van unir a l'elenc, amb Yoo reemplaçant a Woo-sik.

## Estrena
La pel·lícula es va estrenar al Festival de Cinema de Sundance el 21 de gener de 2023. També va ser projectada a la 73a edició del Festival Internacional de Cinema de Berlín el 19 de febrer de 2023. Més tard aquell mes, StudioCanal i CJ ENM van estar entre els distribuïdors que van adquirir els drets de distribució internacional de la pel·lícula. Va ser estrenada als cinemes dels Estats Units el 2 de juny de 2023.

## Recepció
Al lloc web que recopila ressenyes Rotten Tomatoes, la pel·lícula compta amb una aprovació del 94% basada en 36 crítiques, amb una qualificació mitjana de 8,7 sobre 10. El consens de la crítica diu: «Vides passades és un notable debut per a l'escriptora i directora Celine Song, que utilitza els llaços entre els personatges centrals, acuradament delineats, per donar suport a observacions contundents sobre la condició humana». A Metacritic, la pel·lícula té una mitjana ponderada de 95 sobre 100 basada en 15 ressenyes crítiques , el que indica «aclamació universal».